# Križna gora (hrib)
Križna gora je 857 mnm visok hrib z romarsko cerkvico sv. Križa nad severnim robom Loškega polja.
Križna gora je eno najpomembnejših nahajališč starejše železne dobe od 8. stoletja pr. n. št. naprej na Notranjskem in znan romarski kraj.

## Arheologija
Na vrhu hriba je bilo že v prazgodovini gradišče in antična naselbina z utrdbo; ohranjeno je obzidje, nekatere druge najdbe in obrambni stolp znotraj obzidja kar kaže, da je bila Križna gora obljudena že vse od starejše železne dobe preko antike naprej. Na območju utrdbe pa so odkrili 21 srednjeveških grobov iz 14.–15. stoletja. Na jugozahodnem pobočju so odkrili več kot 50 gomil. Tu je Notranjski muzej iz Postojne med letoma 1957 in 1958 raziskal 153 grobov, od katerih je bilo 62 skeletnih in 91 žganih.

## Umetnostni spomeniki
Romarska cerkvica sv. Križa se v starih listinah prvič omenja 1526. Leta 1547 so ob poti do cerkvice uredili križev pot s kapelicami. Sedanje cerkev, ki je nadomestila starejše svetišče, je poznobaročna stavba postavljena leta 1750. Cerkev bi ostala skrita v množici podobnih odlično lociranih romarskih svetišč, če je ne bi krasile slike F. Berganta naslikane v 2. polovici 18. stoletja, ki predstavljajo monumentalen in pretresljiv pasijonski cikel.

## Dostop
- Po cesti do Križne jame, nato še peš do vrha, 30 min.
- Iz Loža po cesti do cerkve Sv Ane (okoli 2,5 km) nato še peš do vrha, 30 min.